# 富山県立南砺福光高等学校
富山県立南砺福光高等学校（とやまけんりつ なんとふくみつこうとうがっこう、英: Toyama Prefectural Nanto Fukumitsu High School）は、かつて富山県南砺市福光にあった公立の高等学校。通称は「光高（みつこう）」。富山県立南砺福野高等学校との統合により、2022年（令和4年）3月末に閉校した。

## 概要
もとは富山県立福光高等学校だったが、2005年（平成17年）に富山県立平高等学校、富山県立福野高等学校、富山県立井波高等学校と共に「富山県立南砺総合高等学校」の提携事業に参加し、富山県立南砺総合高等学校福光高等学校となり、2010年（平成22年）の提携事業終了に伴い、現在の校名となった。
跡地活用を巡り、福井県美浜町の学校法人青池学園が同県小浜市で運営する広域通信制のAOIKE高等学校のサポート校（学習等支援施設）を2025年（令和7年）4月に開校。計画では、2024年（令和6年）4月にまず不登校や発達障害などの児童、生徒が通うフリースクールを設置し、カリキュラムを検討後、翌2025年（令和7年）4月にサポート校に移行。2027年（令和9年）3月までに校舎の一部を生徒寮（1階に食堂、3階に60人規模の居室および浴場、寮監室）に改築する予定。
グラウンドについては、2025年（令和7年）現在、AOIKE高等学校の野球部が活動している。

## 設置学科
- 普通科
- 国際科

## 教育方針

### 教育目標
和を愛好し、豊かで民主的な国家・社会の形成者として、常に学び続ける姿勢をもち、誠実で、自律的かつ協調的精神に満ちた、心身ともに逞しい人間を育成する。

### 教育方針
1. 学ぶことを大切にし、自らの力で未来を切り開き、社会に貢献できる人の育成をめざす。
2. 地域に学び、地域を誇りとできるような真の国際人を育成する。
3. 日常の学校生活や学校行事をとおして、正しい倫理観をもち、互いに支え合う心を育てる。
4. 学習と部活動を両立させることにより、困難を克服できるような生きる力の育成をめざす。

## 沿革
福光高等学校は、1957年から始まった工業高等学校誘致合戦の発生に伴い、全日制の普通科と家政科編制の富山県立福野高等学校福光分校設置で決着したという経緯がある。
- 1958年（昭和33年）4月10日 - 富山県立福野高等学校福光分校創立。全日制普通科、家庭科を置く。当時は福光町立福光中学校に併設されていた[6]。
- 1960年（昭和35年）
  - 4月1日 - 独立校として設立認可。校名を富山県立福光高等学校と改称、校章制定[6]。
  - 12月 - 校歌制定。
- 1961年（昭和36年）3月 - 校旗樹立。
- 1962年（昭和37年）3月 - 体育館竣工。
- 1963年（昭和38年）
  - 5月 - 富山県立雄峰高等学校福光学級（定時制）併設[5]。
  - 10月 - 運動場完成。
- 1964年（昭和39年）
  - 3月 - 富山県立雄峰高等学校福光学級を廃止[5]。
  - 4月 - 富山県立福光高等学校定時制産業科を開設[5]。
  - 10月5日 - 管理棟が着工[7]。
- 1965年（昭和40年）
  - 4月 - 商業科新設[5]。富山県立雄峰高等学校通信制課程の協力校となる。
  - 4月5日 - 管理棟第一期工事完工（旧福光町の公共建築物では初の鉄筋3階建ての建築物）[8]。
- 1966年（昭和41年）
  - 3月 - 管理棟第2期工事竣工（鉄筋3階建）。
  - 4月 - 家政科募集停止[5]。
  - 5月20日 - 管理棟の落成式を挙行[9]。
  - 10月 - 第2運動場完成。
- 1967年（昭和42年）10月 - 管理棟第3期工事竣工（鉄筋3階建）。
- 1968年（昭和43年）4月 - 定時制産業科募集停止。機械科、商業科新設[5]。
- 1970年（昭和45年）1月 - 柔剣道場「尚武館」竣工。
- 1973年（昭和48年）4月 - 全日制商業科新設、定時制商業科募集停止[5]。
- 1978年（昭和53年）10月 - 同窓会館「医王会館」竣工、創立20周年記念式典挙行。
- 1984年（昭和59年）8月 - 校舎改築第1期工事竣工（鉄筋4階建）。
- 1986年（昭和61年）3月 - 校舎改築第2期工事竣工（鉄筋4階建）。
- 1987年（昭和62年）3月 - 中庭「創造と開発の広場」竣工。
- 1989年（平成元年）8月 - 第２体育館竣工。
- 1991年（平成3年）3月 - グラウンド・テニスコート全面改修。
- 1992年（平成4年）4月 - 定時制機械科募集停止[5]。
- 1994年（平成6年）3月20日 - 定時制課程終止記念式典挙行[10]。
- 1995年（平成7年）3月 - 中国稽山中学との友好提携調印。
- 1996年（平成8年）4月 - 商業科を国際経済科に改編し[5]、普通科に国際コース設置。
- 1997年（平成9年）11月 - 第1体育館・格技場改修。
- 2002年（平成14年）3月 - 特別教育活動室改修（トレーニングルーム・ビームライフル練習場）。
- 2003年（平成15年）4月 - 国際経済科募集停止[5]。
- 2005年（平成17年）
  - 3月 - 国際経済科廃止、商業科閉科記念式典挙行、遠隔授業教室完成。
  - 4月 - 「富山県立南砺総合高等学校」の提携事業に参加し、校名を富山県立南砺総合高等学校福光高等学校と改称。国際科新設[5]。
- 2006年（平成18年）3月 - アクティブイングリッシュルーム完成。
- 2007年（平成19年）3月 - 普通科国際コース廃止。
- 2010年（平成22年）
  - 2月 - 第1体育館・医王会館耐震補強工事竣工。
  - 4月 - 校名を富山県立南砺福光高等学校と改称。
  - 9月 - 本館管理棟耐震補強工事竣工。
- 2022年（令和4年）3月末 - 富山県立南砺福野高等学校との統合により閉校。

## 部活動
- 運動部 - 野球、バレーボール、バスケットボール、卓球、ソフトテニス、陸上競技、バドミントン、なぎなた、ライフル射撃
- 文化部 - 吹奏楽、美術、書道、パソコン、放送、インターアクト、茶道、華道

## 校歌
作詞：高崎正秀、作曲：三界実義

## 出身者
- 竹田憲宗（北海道日本ハムファイターズ代表取締役社長）
- 澤田和宏（俳優）
- 桶谷綾友美（フリーアナウンサー）

## アクセス
- JR城端線福光駅 徒歩18分

※長年にわたりJR福光駅で清掃奉仕活動や座布団の寄贈を行ってきたことから、2021年に駅業務の管理委託を受けている福光タクシーから表彰を受けた。